# جيمس إي. روجرز جونيور
جيمس إي. روجرز جونيور (بالإنجليزية: James E. Rogers, Jr.)‏ هو شخصية أعمال أمريكي، ولد في 20 سبتمبر 1947 في برمنغهام في الولايات المتحدة، وتوفي في 17 ديسمبر 2018.